# 馬拉開波狼鯷
馬拉開波狼鯷（学名：Lycengraulis limnichthys）為輻鰭魚綱鲱形目鳀科的其中一種，分布於南美洲委內瑞拉的馬拉開波湖流域，體長可達12.8公分。

## 擴展閱讀
維基物種上的相關：馬拉開波狼鯷